# The Better Sister
The Better Sister är en amerikansk thriller- och dramaserie som hade premiär den 29 maj 2025 på Prime Video. Serien består av åtta avsnitt.

## Handling
Chloe rör sig i New Yorks högsta skikt med sin man Adam och deras son Ethan. När Adam blir brutalt mördad sänder mordutredningen chockvågor genom familjen och avslöjar mörka hemligheter.

## Rollista (i urval)
- Jessica Biel - Chloe
- Elizabeth Banks - Nicky
- Corey Stoll - Adam
- Gabriel Sloyer - Jake Rodriguez
- Kim Dickens - Nancy